# Chiton diaphorus
Chiton diaphorus är en blötdjursart som först beskrevs av Tom Iredale och May 1916.  Chiton diaphorus ingår i släktet Chiton och familjen Chitonidae. Inga underarter finns listade i Catalogue of Life.